# 小行星8229
小行星8229（英語：8229 Kozelsky）是一颗围绕太阳公转的小行星。1996年12月28日，M. Wolf、L. ?arounová在奥德热幽夫发现了此天体。
这颗小行星的绝对星等为190.12964等。